# توانگ
توانگ (به آلمانی: Tweng) یک منطقهٔ مسکونی در اتریش است که در ناحیه تامسوگ واقع شده‌است. توانگ ۸۶٫۵۴ کیلومتر مربع مساحت دارد ۱٬۲۳۳ متر بالاتر از سطح دریا واقع شده‌است.